# Giruliai

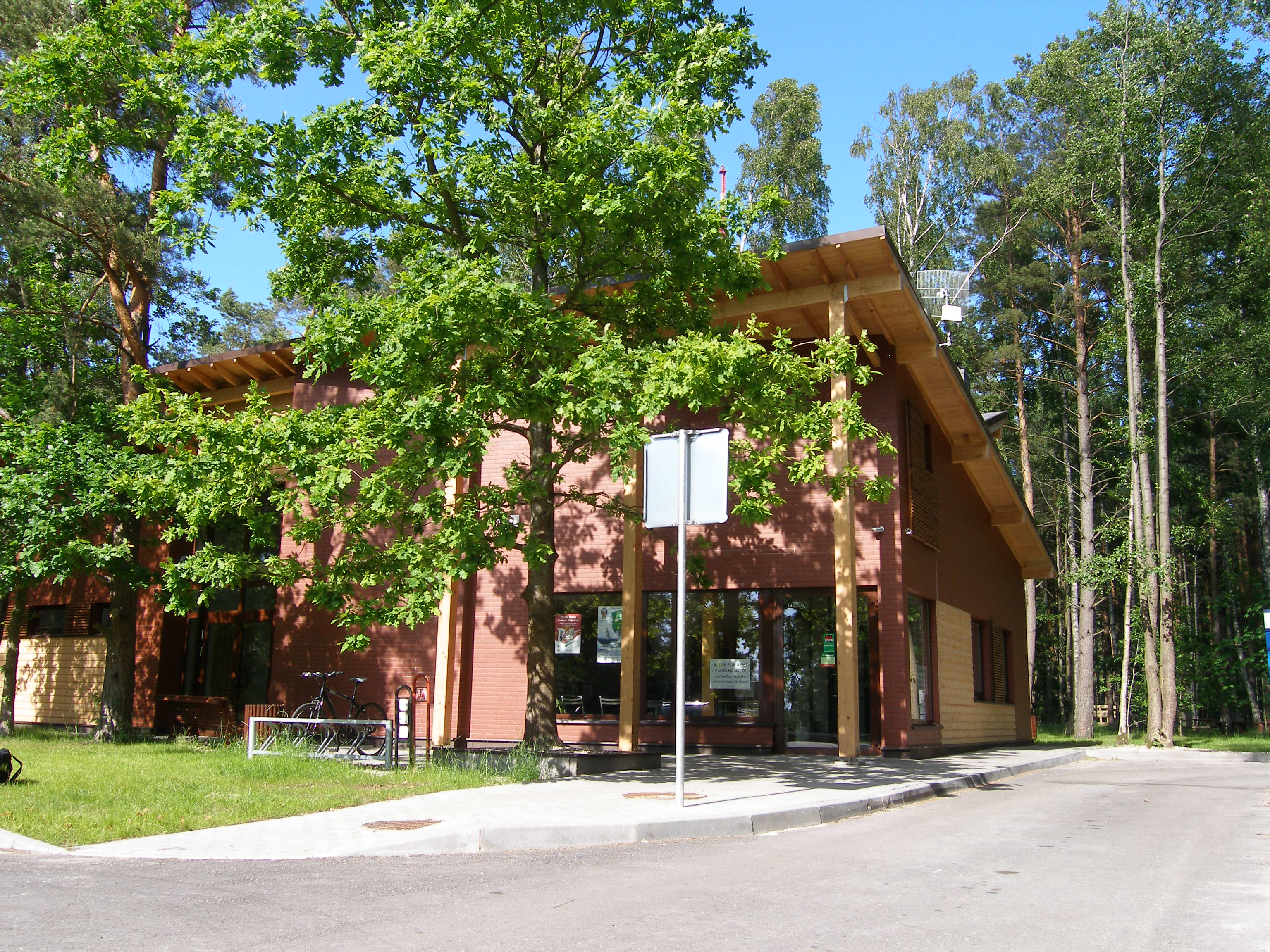
Camping „Pajūrio kempingas“

Giruliai (dt. Försterei) ist ein Stadtteil der Hafenstadt Klaipėda (Memel) in der litauischen Rajongemeinde Klaipėda, sieben Kilometer nördlich vom Stadtzentrum, am Ostseestrand. Hier befinden sich Kinder- und Jugendlager, Radio- und Fernsehturm Klaipėda sowie ein botanisch-zoologisches Schutzgebiet. Es gibt einen Bahnhof.

## Geschichte
Im 19. Jahrhundert war es ein Kurort und gehörte zum Stranddorf Mellneraggen. 1946 wurde Giruliai zusammen mit Melnragė (Mellneraggen) zur Stadt Klaipėda eingemeindet. Von 1947 bis 1975 war es eine Siedlung städtischen Typs (miesto tipo gyvenvietė) in Klaipėda. 1959 gab es 611 Einwohner und 1970 waren es 719 Einwohner.